# Susegana
Susegana is een gemeente in de Italiaanse provincie Treviso (regio Veneto) en telt 11.367 inwoners (31-12-2004). De oppervlakte bedraagt 44,0 km², de bevolkingsdichtheid is 258 inwoners per km².

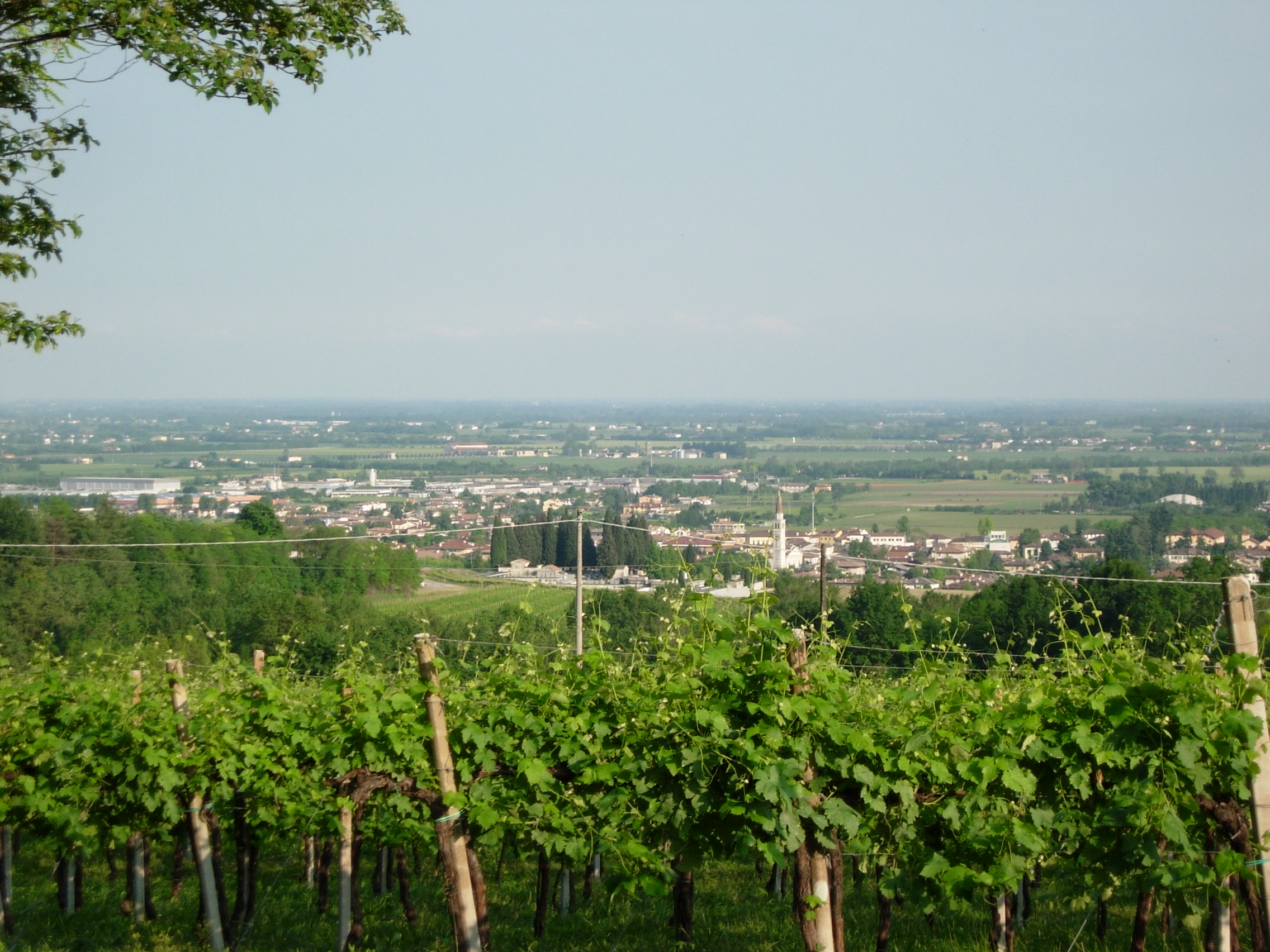
Susegana
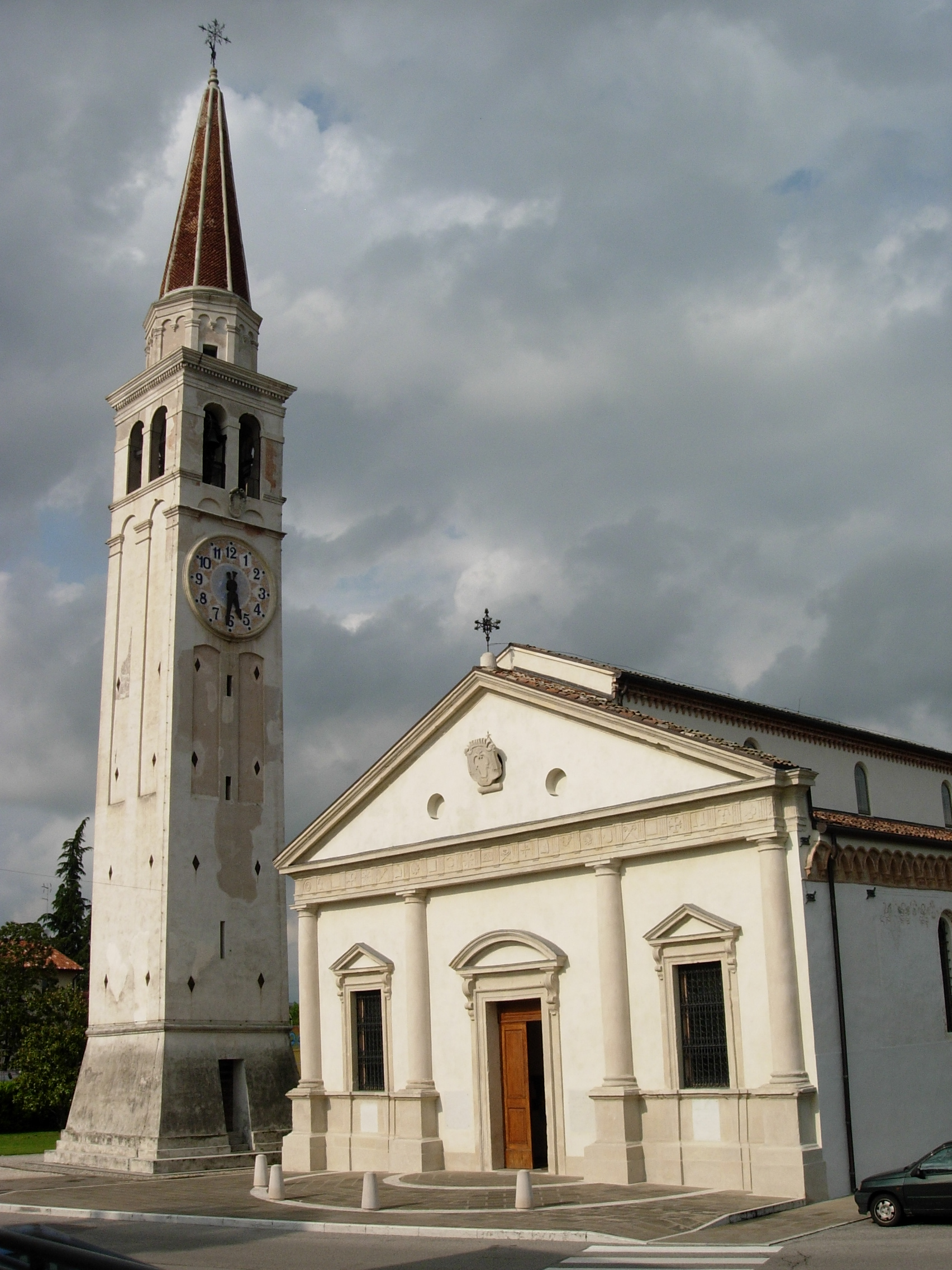
Kerk in Susegana
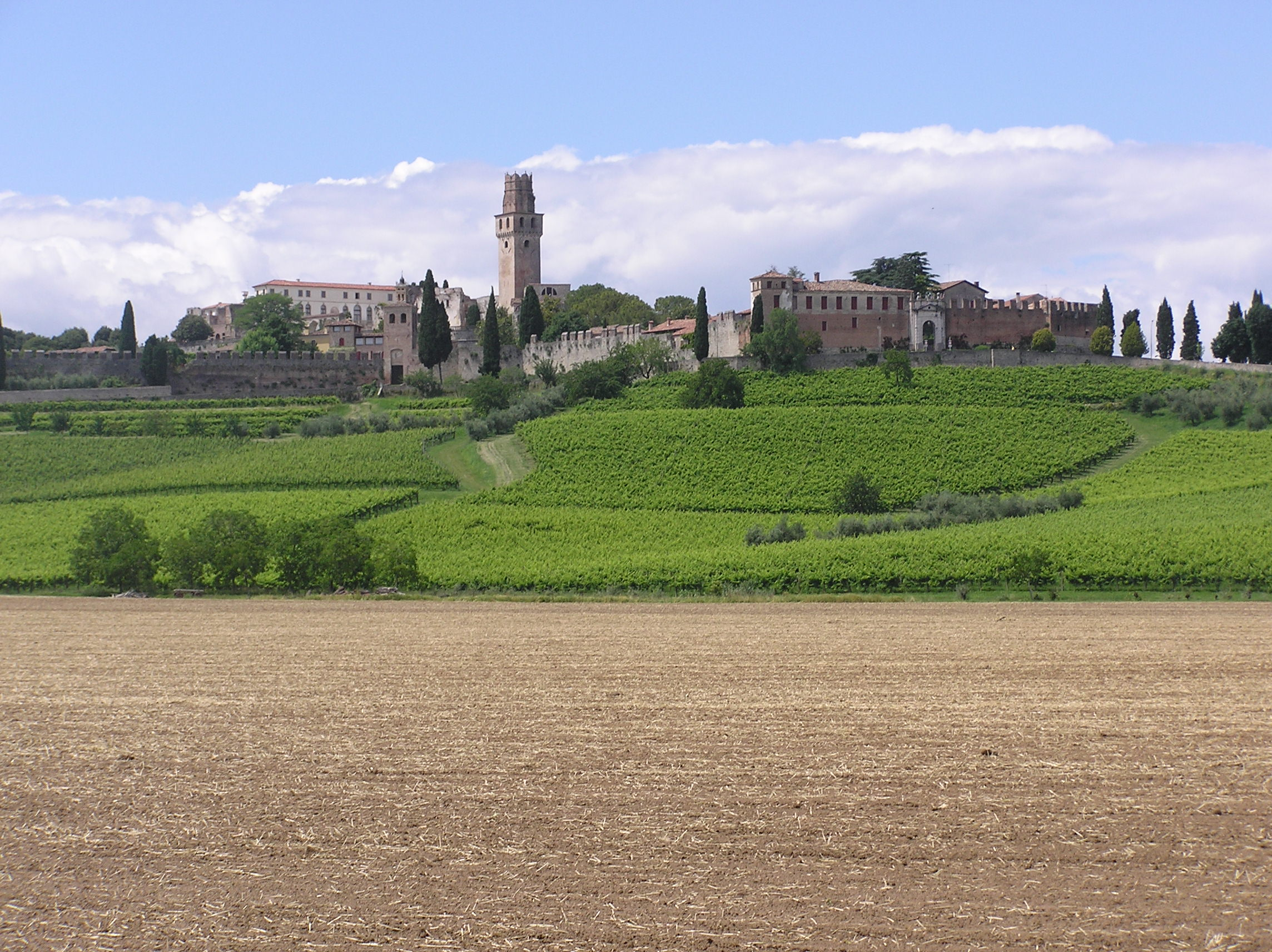
Castello di San Salvatore

## Demografie
Susegana telt ongeveer 4375 huishoudens. Het aantal inwoners steeg in de periode 1991-2001 met 11,3% volgens cijfers uit de tienjaarlijkse volkstellingen van ISTAT.
| Jaar | Inwoneraantal |
| ---- | ------------- |
| 1991 | 9660          |
| 2001 | 10.754        |

## Geografie
De gemeente ligt op ongeveer 76 m boven zeeniveau.
Susegana grenst aan de volgende gemeenten: Conegliano, Nervesa della Battaglia, Pieve di Soligo, Refrontolo, San Pietro di Feletto, Santa Lucia di Piave, Sernaglia della Battaglia, Spresiano.